# アミノメチルプロパノール
アミノメチルプロパノール（英語: aminomethyl propanol、AMP）は、化学式が H2NC(CH3)2CH2OH の有機化合物である。無色の液体で、アルカノールアミンに分類される。有用な緩衝剤であり、多くの有機化合物の前駆体でもある。
水溶液として市販されており、様々な濃度で入手できる。

## 合成
アミノメチルプロパノールは、2-アミノイソ酪酸またはそのエステルの水素化によって合成できる。

## 性質
水に溶け、密度は水とほぼ同じ。

## 利用
緩衝液の調製に使われる。薬品のアンブフィリンとパマブロムの成分である。化粧品にも使用されている。
アシルクロライドとの反応によりオキサゾリン類の前駆体となる。アルコールの硫酸化を経て、2,2-ジメチルアジリジンの前駆体にもなる。